# Michigan
Michigan (anglická výslovnost  [ˈmɪʃɨgən]IPA, oficiálně State of Michigan) je stát nacházející se na severu Spojených států amerických, v oblasti východních severních států ve středozápadním regionu USA. Michigan hraničí na jihu s Ohiem a Indianou a na severozápadě s Wisconsinem. Na severu (přes Hořejší jezero) a východě (přes Huronské jezero, Jezero svaté Kláry a Erijské jezero) sousedí s kanadskou provincií Ontario, západní ohraničení státu tvoří Michiganské jezero.

## Historie

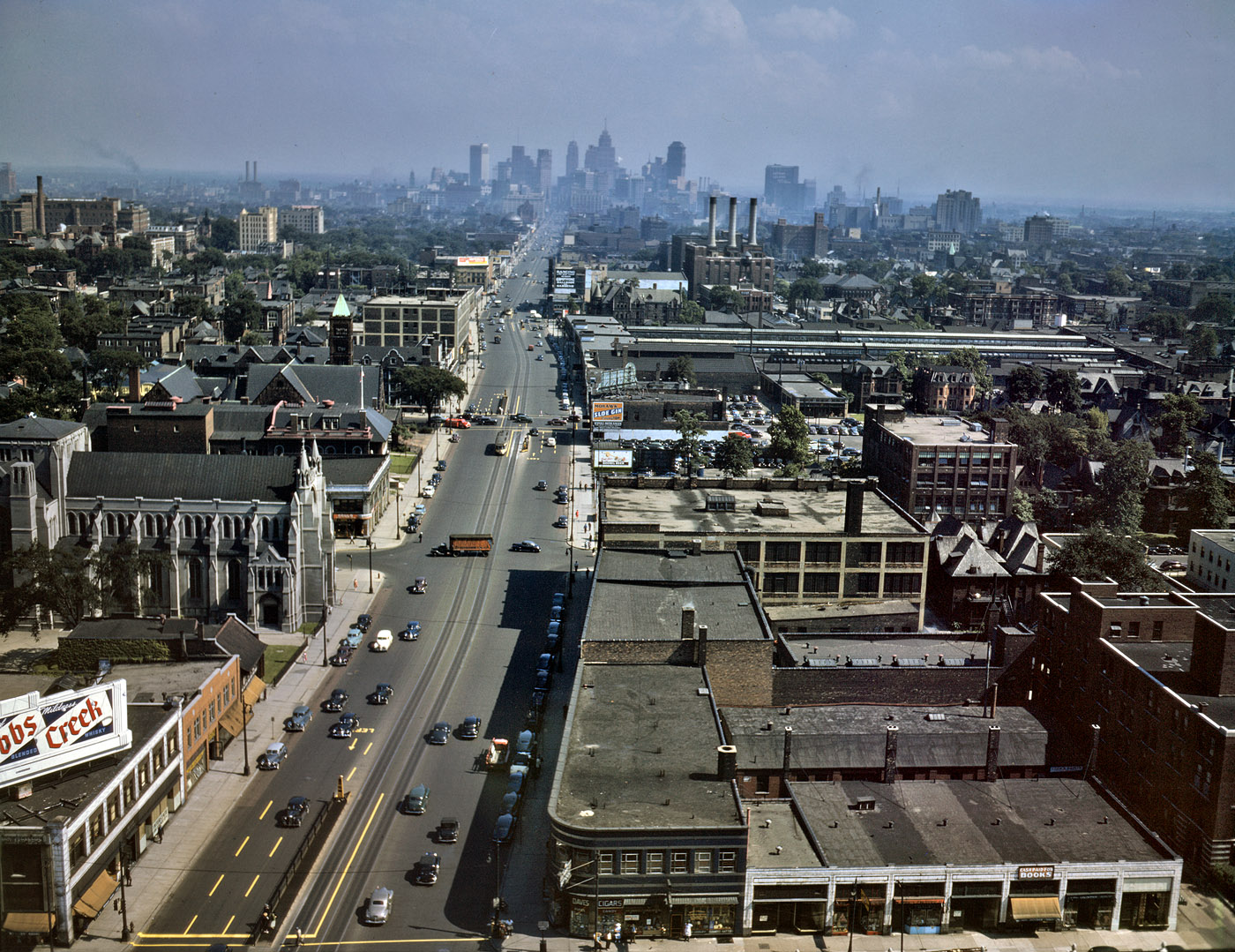
Detroit v roce 1942

Na území dnešního Michiganu dorazili první Evropané v roce 1622, první stálá francouzská osídlení zde vznikla o 40 let později. Od té doby byl region součástí Nové Francie. Tehdy také vznikl název Michigan, což je pofrancouzštělá varianta čipevského slova miši-gami, které označuje velkou vodu, nebo velké jezero. Roku 1763 byla oblast, vzhledem k výsledku sedmileté války, postoupena Velké Británii, od níž území převzaly v roce 1783 nově vzniklé Spojené státy. Ty zde roku 1787 zřídily Severozápadní teritorium, zabírající oblast několika dnešních států, včetně Michiganu. Po vyčlenění Ohia v roce 1800 bylo území součástí indianského teritoria; vlastní michiganské teritorium vzniklo roku 1805. Michigan se 26. ledna 1837 stal 26. státem USA.
Původními obyvateli toho území byli příslušníci kmenů Odžibvejů a Ottawů. Od 17. století sem začali pronikat francouzští lovci kožešin. Od roku 1763 až do skončení války za nezávislost patřilo území Michiganu Spojenému království. Okupace Detroitu vojsky Spojeného království roku 1812 během americké války za nezávislost zvýšilo nutnost lepšího spojení města. Následně byly budovány silnice a železnice a roku 1825 byl také otevřen Erijský průplav, který umožnil lodní spojení Detroitu s New Yorkem.
Význam Detroitu tak stále stoupal. Stal se přestupním stanovištěm pro mnoho přistěhovalců mířících na západ, z nichž část se usadila na úrodných půdách v jižní části Michiganu.
Michigan se 26. ledna 1837 stal 26. státem, který vstoupil do unie. Ložiska železné rudy a laciná lodní přeprava po jezerech zapříčinila od konce 19. století rychlý rozvoj průmyslu. V průmyslovém Detroitu byl v roce 1899 založen automobilový závod Oldsmobile a o pět let později, v roce 1903, General Motors a Ford. Během hospodářské krize sice prosperita města utrpěla značné škody, ovšem v poválečném období opět výrazně vzrůstala. Ve 40. a 60. letech 20. století proběhly v Michiganu rozsáhlé nepokoje, zapříčiněné sociálními tlaky a těžkou životní situací zvláště černošského obyvatelstva. Jako prvním ze států USA byl v Michiganu zrušen trest smrti.

## Symboly

### Vlajka
Michiganská vlajka je tvořena tmavě modrým listem o poměru stran 2:3, v jehož středu jsou umístěny všechny prvky, které obsahuje vnitřní kruh velké pečetě tohoto státu.

### Pečeť
Michiganská pečeť je tvořena světle modrým kruhovým polem, v jehož středu je modrý štít, s nápisem „TUEBOR“ (česky Budu obhajovat) v hlavě štítu a  zobrazující muže se zbraní v ruce, stojícího na zeleném břehu jezera při východu slunce. Štítonošem tohoto znaku je, heraldicky vpravo, jelen Wapiti a vlevo los evropský. Nad štítem je, heraldicky vpravo hledící, orel bělohlavý, který v pařátech drží svazek šípů a olivovou ratolest. Nad ním je červená stuha s bíle napsaným heslem v latině „E PLURIBUS UNUM“ (česky Z mnohých jeden). Pod štítem je bílá stuha opět s latinským heslem „SI QUAERIS PENINSULAM AMOENAM CIRCUMSPICE“ (česky Pokud hledáte příjemný poloostrov, dívejte se kolem sebe). Modrý kruh přechází, ve směru od středu ven, do červeného mezikruží s černým nápisem „THE GREAT SEAL OF THE STATE OF MICHIGAN“ (česky Velká pečeť státu Michigan) v horní a „A.D. MDCCCXXXV“ (česky 1835 našeho letopočtu) v dolní části mezikruží.

## Geografie
Se svou rozlohou 250 493 km² je Michigan jedenáctým největším státem USA, v počtu obyvatel (9,9 milionů) je desátým nejlidnatějším státem a s hodnotou hustoty zalidnění 68 obyvatel na km² je na sedmnáctém místě. Hlavním městem je Lansing se 115 tisíci obyvateli. Největšími městy jsou Detroit s 680 tisíci obyvateli, dále Grand Rapids (200 tisíc obyv.), Warren (130 tisíc obyv.), Sterling Heights (130 tisíc obyv.), Ann Arbor (120 tisíc obyv.) a Flint (100 tisíc obyv.). Michigan se rozkládá na dvou poloostrovech, oddělených od sebe osm kilometrů širokým průlivem Mackinac. Leží tak na březích čtyř z pěti Velkých jezer a také na břehu Jezera svaté Kláry, celková délka pobřeží dosahuje 5189 km. Nejvyšším bodem státu je vrchol Mount Arvon s nadmořskou výškou 603 m na severním poloostrově. Největšími toky jsou Řeka svaté Marie, Řeka svaté Kláry a řeka Detroit, všechny tři tvořící část hranice s Ontariem, a dále řeky Menominee, která vytváří část hranice s Wisconsinem, Muskegon a Manistee.

## Ekonomika
Michigan je znám především jako místo zrození automobilového průmyslu. Automobilový průmysl je i nyní důležitým odvětvím v Michiganu (automobilky General Motors, Ford a Daimler-Chrysler).
Michigan je z 50 % zalesněný, což je velmi užitečné pro dřevařský a dřevozpracující průmysl. Michigan leží na břehu čtyř Velkých jezer, jedněch z největších sladkovodních jezer na světě. V souvislosti s tím se diskutovalo o tom, zda by měl Michigan stavět potrubí, kterým by se vedla voda do států s malými nebo žádnými zásobami vody na jihozápadě USA, například do Nevady nebo Arizony. Přestože by to velmi prospělo ekonomice, byla tato myšlenka nakonec zavržena jako špatný ekologický krok, který by možná mohl zničit životní prostředí Michiganu.

## Politika
Současným guvernérem Michiganu je od ledna 2011 demokratka Gretchen Whitmerová (volby 2018).
Od voleb na podzim 2012 má Michigan ve Sněmovně reprezentantů 14 zástupců, což oproti předcházejícímu období znamená ztrátu jednoho křesla. Ačkoliv demokraté získali v celkovém součtu více hlasů, vzhledem k rozvržení volebních obvodů bylo zvoleno 9 republikánů a 5 demokratů. V Senátu USA zastupují Michigan dva demokraté Debbie Stabenow (nejbližší volby 2018) a Gary Peters (nejbližší volby 2020).

## Demografie
Podle sčítání lidu z roku 2010 zde žilo 9 883 640 obyvatel.

### Rasové složení
- 78,9 % Bílí Američané
- 14,2 % Afroameričané
- 0,6 % Američtí indiáni
- 2,4 % Asijští Američané
- 0,0 % Pacifičtí ostrované
- 1,5 % Jiná rasa
- 2,3 % Dvě nebo více ras

Obyvatelé hispánského nebo latinskoamerického původu, bez ohledu na rasu, tvořili 4,4 % populace.

### Náboženství

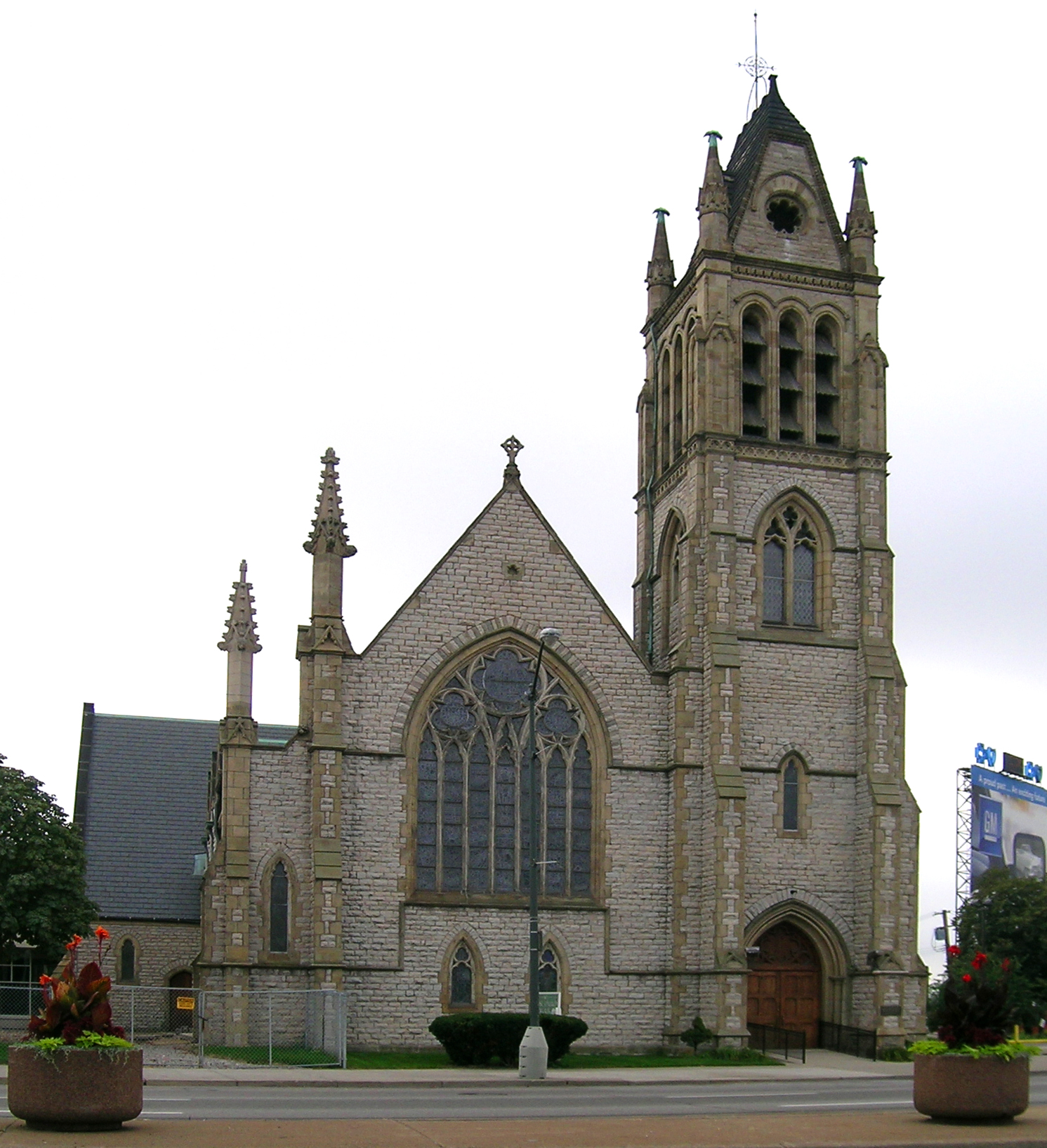
Kostel v Detroitu

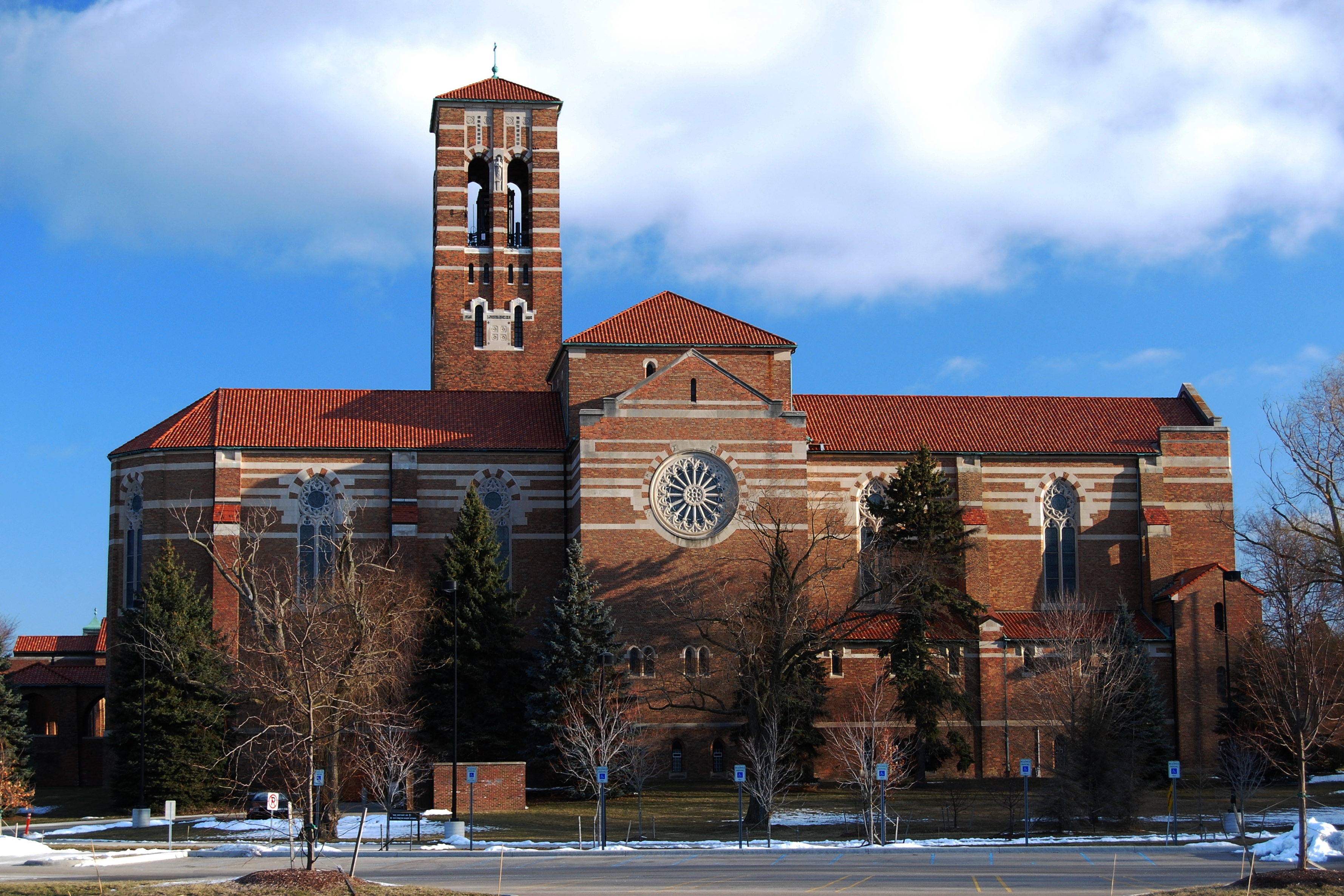
Kostel v Southfieldu

- abrahámovská náboženství 85 %
  - křesťané 82 %
    - protestanti 58 %
      - baptisté 15 %
      - metodisté 10 %
      - letniční 7 %
      - luteráni 5 %
      - reformovaní 4 %
      - ostatní protestanti 17 %

    - římští katolíci 23 %
    - ostatní křesťané 1 %

  - muslimové 2 %
  - židé 1 %
- bez vyznání 15 %

## Zábava a počasí
Severní část Michiganu obvykle zažívá dlouhou a krutou zimu, zatímco jižní část má vyrovnanější stejně dlouhá roční období. Severní oblasti Michiganu jsou velmi populární pro lyžování. Národní lyžařská síň slávy je ve městě Ishpeming na horním poloostrově.
Kvůli velkému množství vody, které Michigan obklopuje, je zde velmi populární vlastnit loď. Je tu registrováno více soukromých lodí než v kterémkoli jiném státu USA (více než 1 milion).

## Slavné osobnosti
Mnoho slavných osobností pochází z Michiganu. Je mezi nimi zpěvačka Madonna, rapper Eminem, který odtud nepochází, ale proslavil se zde, komik Andy Richter, zpěvák Stevie Wonder, bývalý prezident Gerald Ford, hudebník Kid Rock, baskytarista Jason Newsted, dokumentarista Michael Moore, anebo boxer Muhammad Ali. Michigan byl také domovem Henryho Forda, zakladatele automobilky Ford.

## Města

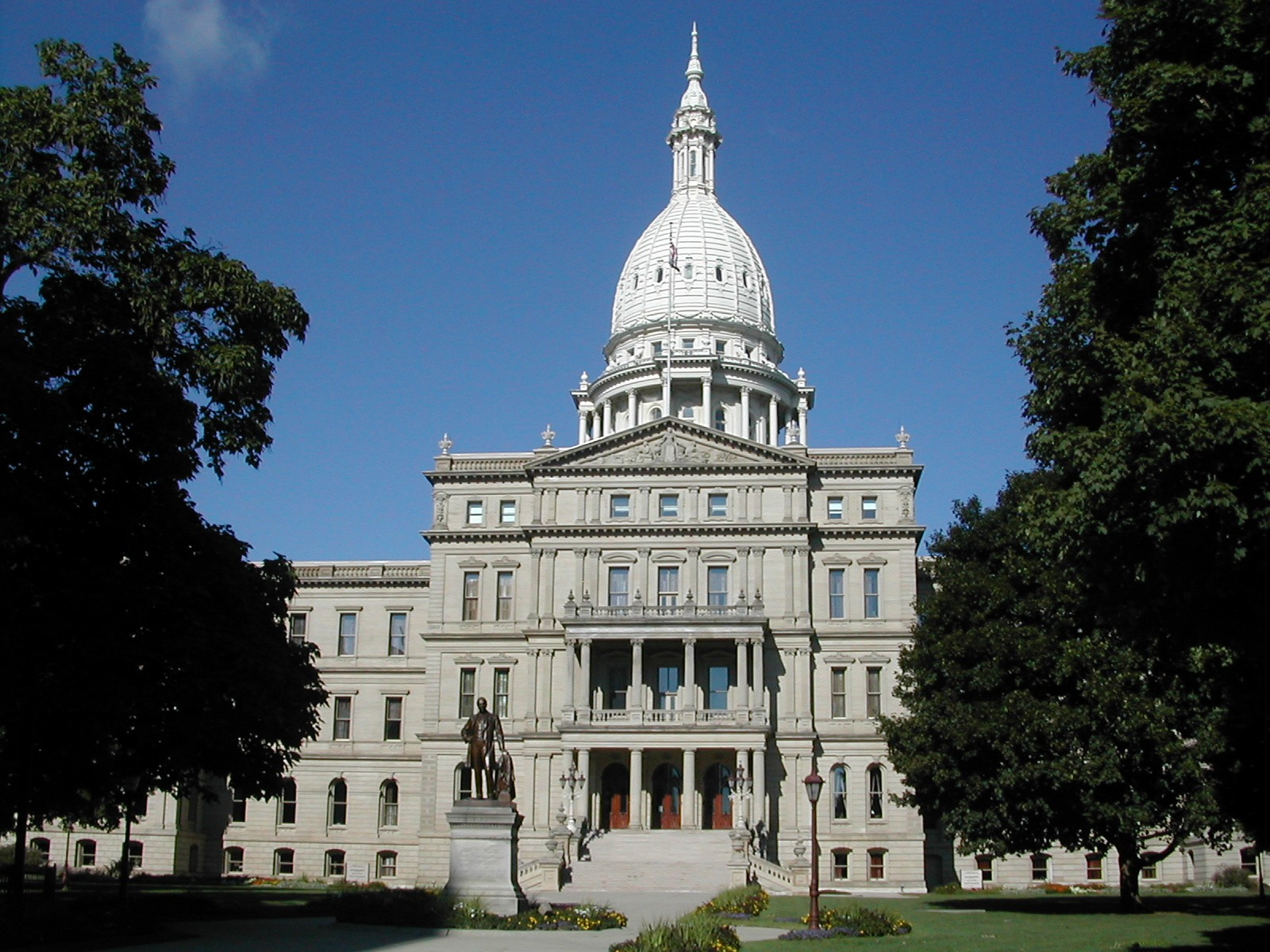
Michiganský kapitol v Lansingu

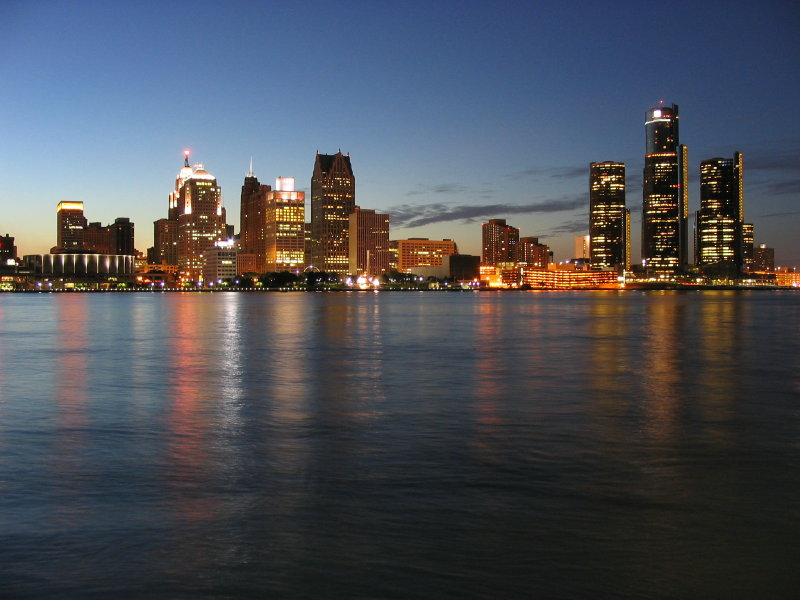
Centrum Detroitu

Hlavním městem Michiganu je Lansing, který má 114 947 obyvatel.
Tabulka největších měst v Michiganu:
| Pořadí | Město            | Populace[zdroj⁠?!] |
| ------ | ---------------- | ----------------- |
| 1      | Detroit          | 916 952           |
| 2      | Grand Rapids     | 193 627           |
| 3      | Warren           | 134 223           |
| 4      | Sterling Heights | 127 349           |
| 5      | Ann Arbor        | 115 092           |
| 6      | Lansing          | 114 947           |
| 7      | Flint            | 114 662           |
| 8      | Clinton Township | 96 253            |
| 9      | Livonia          | 93 931            |
| 10     | Dearborn         | 89 252            |

## Partnerské regiony
- Prefektura Šiga, Japonsko
- S’-čchuan, Čína[6]